# 薩瓦納拉爾加
薩瓦納拉爾加（西班牙語：Sabana Larga），是多明尼加共和國的城鎮，位於該國南部，由聖荷西省負責管轄，面積167平方公里，2012年人口12,698，人口密度每平方公里76人。